# IC 1288
IC 1288 ist eine Balken-Spiralgalaxie vom Hubble-Typ SBa im Sternbild Lyra am Nordsternhimmel. Sie ist schätzungsweise 264 Millionen Lichtjahre von der Milchstraße entfernt.
Das Objekt wurde am 19. Oktober 1887 von Lewis Swift entdeckt.